# 1832 au Bas-Canada
Cet article traite des événements survenus en 1832 au Bas-Canada. 

## Événements

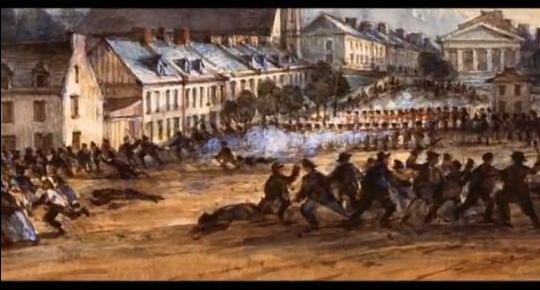
Émeute de patriotes lors de l'élection complémentaire à Montréal

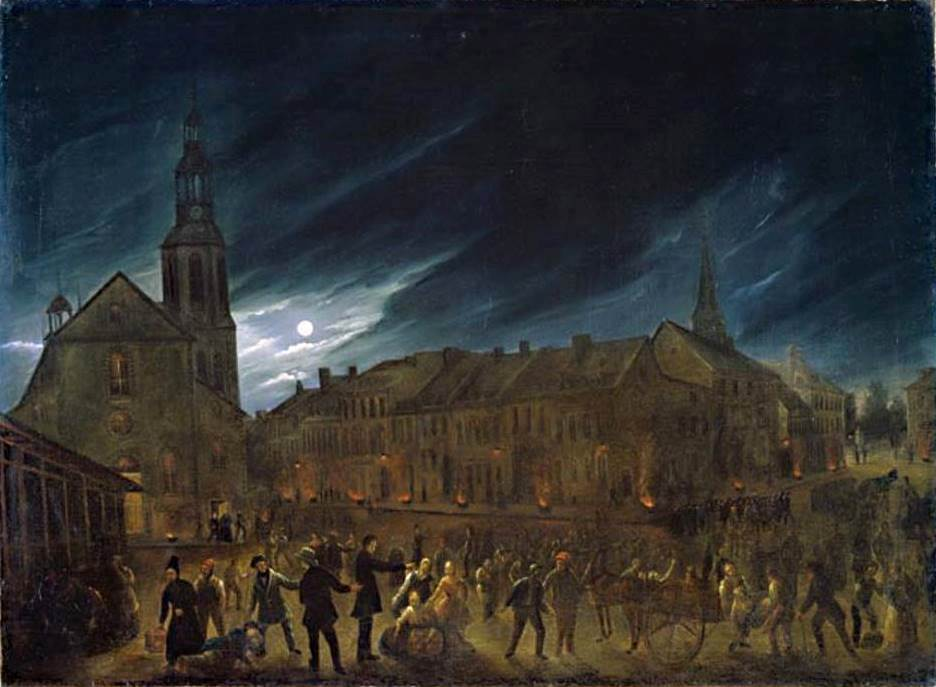
Le choléra à Quebec en 1832 - Joseph Legaré

- Fusillade du 21 mai 1832 : troubles nationalistes à Montréal à l’occasion d’une élection complémentaires. La troupe intervient contre les manifestants, faisant trois morts et plusieurs blessés graves. La population interprète le « massacre » des Montréal comme une action préméditée du gouverneur Dalhousie.
- 5 juin : Entrée en vigueur des actes pour incorporer la Cité de Québec et la Cité de Montréal. Les deux villes possèdent maintenant un gouvernement municipal dirigé par un conseil élu.
- Première épidémie de choléra au Bas-Canada, et création de la première station de quarantaine à Grosse-Île.
- Fondation de la British American Land Company devant favoriser la colonisation des cantons de l'est au Bas-Canada.

## Naissances
- Félix-Gabriel Marchand, né en 1832, notaire, écrivain, journaliste et premier ministre du Québec de 1897 à 1900.

Robert Greenshields Meikle (homme d'affaires et homme politique)
- 27 mars : Benjamin Pâquet, prêtre et recteur de l'université Laval.
- 7 septembre  : Célestin Bergevin (juge et homme politique) (décès 17 juillet 1910)

## Décès
- 18 juillet : Daniel Tracey, politicien et médecin.